# Ace Ventura
Ace Ventura, Sr. è un personaggio fittizio interpretato da Jim Carrey. Su di lui sono basati alcuni film nonché una serie televisiva animata. È doppiato in italiano da Tonino Accolla, sia nei film che nella serie animata, e da Roberto Pedicini nel videogioco del 1996.

## Caratterizzazione
Ace è un detective privato di Miami specializzato nella ricerca di animali smarriti o rubati, e si dice sia un discendente di Ernest Shackleton e Jacques-Yves Cousteau. Le sue eccentricità lo rendono uno zimbello per il dipartimento di polizia di Miami-Dade nel primo film, ma alla fine si è guadagnato il loro rispetto dopo aver salvato il quarterback Dan Marino e il delfino Fiocco di Neve, la mascotte dei Miami Dolphins.
Durante il primo film e nella serie animata, Ace vive in un appartamento insieme a molti animali diversi, che si nascondono tutti dal suo padrone di casa, il signor Decadance, in sua assenza, e al quale deve i soldi per l'affitto. L'unico dei suoi animali domestici ad apparire regolarmente nella serie è il suo cebo cappuccino, Spike, che lo aiuta nei casi più difficili.
Nella maggior parte delle apparizioni, Ace è fisicamente caratterizzato da un ciuffo perennemente dritto sulla testa e di solito indossa una camicia hawaiana sbottonata sopra una semplice canottiera bianca, con pantaloni a righe rosse e nere e stivali tattici neri. Spesso indossa anche occhiali neri da sole. L'aspetto di Ace ha ispirato il personaggio di Franky del manga anime One Piece e di Cliff Booth nel film C'era una volta a... Hollywood.
Nel primo film incontra Melissa Robinson, con cui nel terzo film avrà anche un figlio, Ace Ventura Jr., il quale ha le stesse passioni del padre, perché, come spiegato da suo nonno, nei secoli i Ventura hanno sempre avuto a che fare con gli animali.

### Personalità
Ace Ventura è un eccentrico, e probabilmente folle, investigatore "acchiappanimali" che ha abbandonato il normale lavoro di polizia per concentrarsi sul recupero degli animali scomparsi, che il più delle volte vengono rapiti per scopi malvagi dal lestofante di turno. Come altri grandi detective di fantasia, Ace Ventura si distingue per le sue straordinarie capacità di deduzione e osservazione. Sebbene sia noto per le sue abitudini e i suoi metodi di lavoro insoliti, è molto intelligente e sa mimetizzarsi molto efficacemente nell'ambiente circostante, spesso ricorrendo al travestimento. Possiede anche la capacità di capire gli animali e, in almeno un'occasione, è riuscito a sopravvivere a una sparatoria afferrando una pallottola con i denti.
La personalità di Ventura include la sua persistenza quasi patologica, la sua maleducazione, la sua volgarità, le sue tendenze sarcastiche e la sua estrema eccentricità, nonché il suo comportamento estroverso che va dall'imitazione (spesso di attori famosi) a battute di spirito, al pronunciare l'espressione "perdenti" come forma di irriverenza. Nonostante sia un narcisista insopportabile, è comunque un detective devoto, guidato da un amore insaziabile per gli animali e dal desiderio di proteggerli dai maltrattamenti umani. Ventura ama gli animali e non tollera la violenza contro di loro. Non commette veri e propri crimini, ma si comporta in modo inappropriato e occasionalmente suscita risentimento negli altri. Sebbene Ace adori gli animali, nel secondo film rivela una profonda paura dei pipistrelli (chiropofobia).
Sia nei film che nella serie animata Ace Ventura sembra essere anche un abile seduttore, sebbene questa sua caratteristica sia perlopiù una delle manifestazioni di satira del suo interprete verso i tipici eroi dei film di Hollywood.
Jim Carrey ha infatti dichiarato al Festival del Cinema di Venezia, in occasione della presentazione del documentario Jim e Andy, di come attraverso il personaggio di Ace egli abbia voluto decostruire e prendersi gioco dell'ego degli attori protagonisti, i quali hanno sempre una risposta a tutto e che alla fine conquistano la donna di turno in un modo o nell'altro.
Il personaggio mostra inoltre una ferrata conoscenza della cultura pop americana e non. Per esempio mentre Ace è dentro la vasca dove si trovava Fiocco di neve, inizia a parlare come se fosse Kirk dell'Enterprise mentre redige il diario di bordo, parlando di: "Andare a ritroso nel tempo nel tentativo di salvare una specie in via di estinzione". È un chiaro riferimento/parodia al quarto film di Star Trek, dove appunto l'Enterprise affronta un viaggio nel tempo per recuperare due cetacei, al fine di riportarli nel XXIII secolo.

## Accoglienza
Ace è stato classificato come il 59° miglior personaggio del cinema in un elenco di novembre 2008 dalla rivista Empire. Nonostante la sua popolarità, è stato anche votato come uno dei personaggi cinematografici più fastidiosi di sempre in un sondaggio online britannico.

## Apparizioni
Ace Ventura appare in:
- Ace Ventura - L'acchiappanimali
- Ace Ventura - Missione Africa
- Ace Ventura, serie animata tratta dai film

### Altre apparizioni
Ace Ventura compare anche nell'ultima puntata della serie animata The Mask (Ace Ventura ed io), dove fa amicizia con Stanley Ipkiss alias The Mask, e insieme devono salvare Milo dal dottor Pretorius. Si rincontrano anche nella sua omonima serie animata.